# Pyrgocyphosoma marrucinum
Pyrgocyphosoma marrucinum är en mångfotingart som beskrevs av Manfredi 1950. Pyrgocyphosoma marrucinum ingår i släktet Pyrgocyphosoma och familjen knöldubbelfotingar. Inga underarter finns listade i Catalogue of Life.